# لشکر فولادی: نورماندی ۴۴
استیل دیویژن: نورماندی ۴۴ (انگلیسی: Steel Division: Normandy 44) یک بازی ویدئویی استراتژی هم‌زمان واقع شده در جنگ جهانی دوم است که توسط یوجن سیستمز ساخته و به دست پارادوکس اینتراکتیو منتشر شده‌است.